# Antonio Neyrot
Antonio Neyrot (Rivoli, Piemont, c. 1423 - Tunis, 10 d'abril de 1460) fou un frare dominic, mort màrtir per predicar el cristianisme. És venerat com a beat per l'Església catòlica.

## Biografia
Antonio Neyrot havia nascut a Rivoli, prop de Torí. Estudià i fou ordenat i a mitjan segle prengué l'hàbit de l'Orde de Predicadors al convent de San Marco de Florència, on tingué com a mestre el prior Antoní de Florència. Brillant i hàbil, Antoni destacà per la seva predicació fàcil, però no per la seva convicció religiosa. El prior Antoní fou nomenat bisbe de Florència i Neyrot li demanà permís per viatjar a Sicília a predicar, però li denegà. El jove insistí i acudí a demanar-lo als superiors de Roma, fins que li fou concedit el permís.
Anà a Sicília i, en tornar cap a Nàpols en 1458, el vaixell on viatjava Neyrot fou atacat per pirates musulmans i els seus ocupant foren presos i portats a Tunis, per ésser venuts com a esclaus. D'entrada, Antoni fou ben tractat, fins que la seva arrogància feu que fos empresonat i torturat. Per aconseguir la llibertat, el frare va abjurar del cristianisme i es convertí a l'islam. Començà traduir l'Alcorà i, protegit pel governador, va casar-se amb una dona otomana de família noble.
Poc temps després, uns mercaders genovesos li explicaren que el seu mestre Antoní havia mort en llaor de santedat. Antoni, llavors, començà a pensar en el seu passat i pregà a Antoní perquè el perdonés. Una llegenda diu que el bisbe se li aparegué en somnis i li retragué la seva apostasia. Neyrot, penedit, es confessà amb un sacerdot catòlic de Tunis i començà a fer penitència públicament, tornant a la seva fe primera; el Diumenge de Rams de 1460 va demanar perdó públicament per la seva apostasia davant els cristians de Tunis i fou readmès a l'orde dominic. Tornà a predicar, i es presentà davant les autoritats per proclamar la seva religió cristiana. Com que l'apostasia a l'islamisme era un greu delicte, fou empresonat i torturat, i condemnat a mort.
El Dijous Sant de 1460, al patíbul predicava els seus pecats i la multitud, impacient, es va llençar sobre ell i el matà a cops de pedra i punyalades, arrossegant-ne després el cadàver pels carrers.

## Veneració
El cos fou adquirit pels mercaders genovesos i portat en 1469 a Rívoli, arran de les gestions del duc Amadeu IX de Savoia. Des de llavors es venera a la col·legiata de Santa María della Stella. El seu culte fou confirmat per Climent XIII el 22 de febrer de 1767.